# 2020 CD3
2020 CD3( 也稱為2020CD3或簡稱為CD3)是一顆微小的近地小行星（或小衛星），通常圍繞太陽運行，但接近地月系統，可以通過捕獲成為地球的臨時衛星（TSC，temporary satellite capture），暫時進入地球軌道。它於2020年2月15日由天文學家西奧多·普魯恩（Theodore Pruyne）和卡佩爾·韋爾茲喬（Kacper Wierzchoś）在萊蒙山天文台執行卡特林那巡天系統的萊蒙山巡天任務時發現的。 小行星中心於2020年2月25日宣佈這顆小行星的發現，隨後的觀測證實它繞著地球運行。
這是繼2006年發現的2006 RH120之後，發現的第二顆地球臨時衛星(原本不是)。根據其標稱軌跡(nominal trajectory)， 2020 CD3在2016-2017年間被地球捕獲，並可能在2020年5月左右逃離地球引力的勢力範圍。2020 CD3將在2044年3月再次接近地球，但由於接近的距離較遠，很可能不會被地球捕獲。
2020 CD3的絕對星等大約是32等，表明它的尺寸非常小。假設 2020 CD3是具有較低反照率的暗碳質C-型小行星，其直徑可能在1.9—3.5（6—11英尺）左右。 2020 CD  3被歸類為具有類似地球軌道的阿周那型小行星。這是穿越地球軌道且較小的阿波羅型小行星，且具有類似地球軌道的一種子型。

## 發現
2020 CD3是天文學家西奧多·普魯恩(Theodore Pruyne)和卡佩爾·維茲喬斯(Kacper Wierzchos)於2020年2月15日在萊蒙山天文台發現的小行星。這一發現是萊蒙山巡天的一部分，萊蒙山巡天旨在發現近地天體，也是亞利桑那州圖森市進行的卡特林那巡天系統的一部分。2020 CD3在發現當時位於星座室女座中，距離地球約0.0019 AU（280,000 km；180,000 mi），是一個視星等僅20等的暗弱天體。觀測到該物體的軌道運動表明，它可能受到地球引力的束縛，這促使進一步的觀測。

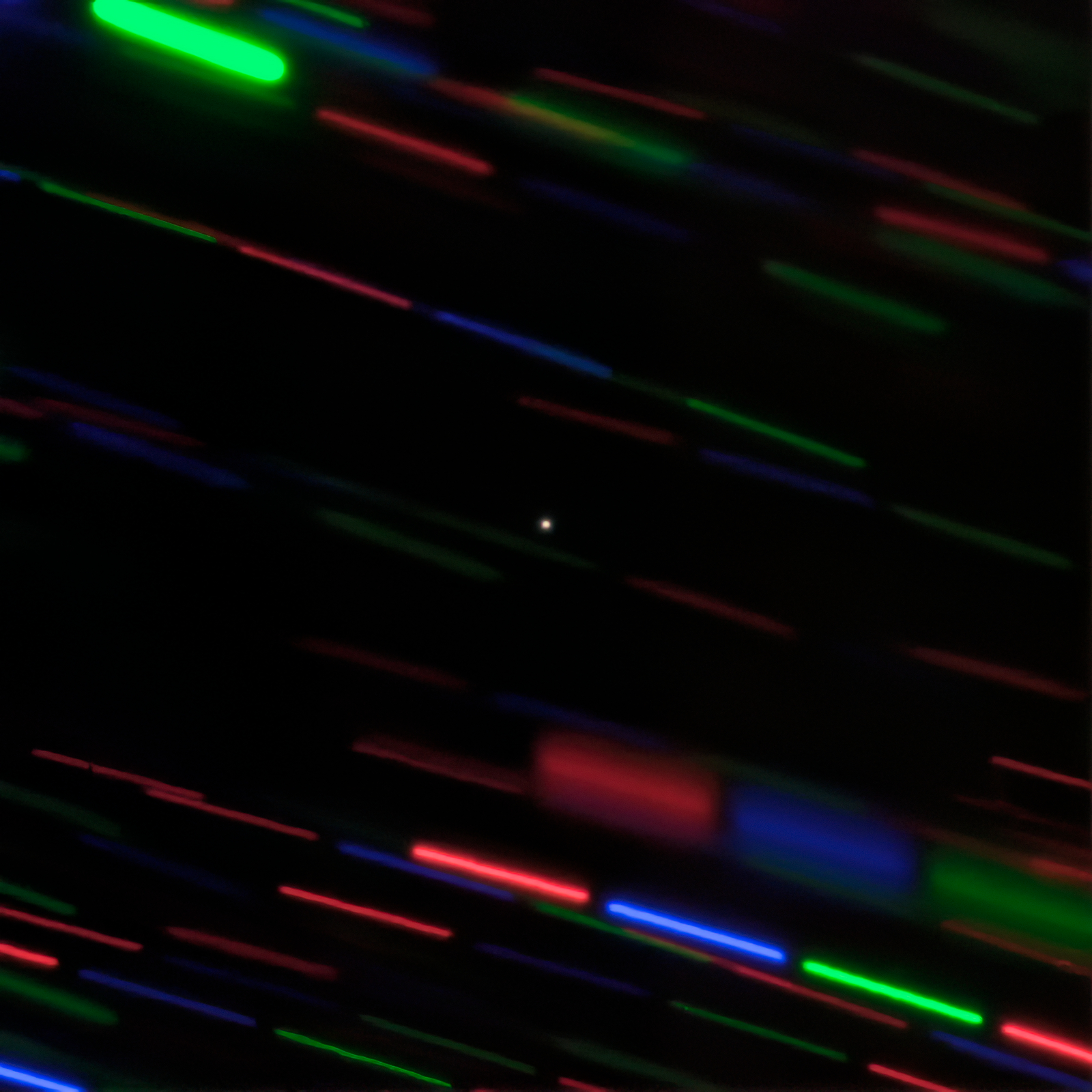
雙子座天文台於2020年2月24日獲得的彩色合成影像。

該天體的發現被報告給了小行星中心的近地天體確認頁面（NEOCP），該頁面根據在多個觀測站進行的其它觀測計算出了初步軌道。自發現以來，對2020 CD3的後續觀測持續了六天，小行星中心在2020年2月25日發佈的小行星電子通告中正式宣佈發現了該天體。沒有觀察到太陽輻射壓力引起的攝動迹象，而且2020 CD3無法與任何已知的人造物體聯繫起來。雖然證據表明2020 CD3最有可能是一顆緻密的岩石小行星，但尚未完全排除該天體是人造天體的可能性，例如一顆死衛星或火箭助推器。
迄2020年7月，沒有發現2020 CD3的回溯影像。2020 CD3的發現者懷疑，該物體可能在被發現之前曾被其它巡天調查拍攝過影像，但由於其模糊性和高度可變的軌道，而尚未被確定。

## 命名
這顆小行星被發現後，內部的臨時命名為C26FED2。之後，在確認該天體的後續觀測，小行星中心於2020年2月25日給它頒發了臨時名稱2020 CD3；臨時名稱表示該物體的發現日期和年份。該天體由於只有數天時間的短觀測弧時間，因此尚未獲得小行星中心頒發的永久小行星序號。

## 軌道

繞地球軌道的動畫。
·
月球·
地球

在捕獲2020 CD3之前，它的日心中心軌道可能是穿越地球的，要麼屬於阿登型(軌道半長軸 a < 1AU）或阿波羅型(軌道半長軸 a >= 1AU），被認為屬於前者的可能較高。

### 暫時捕獲

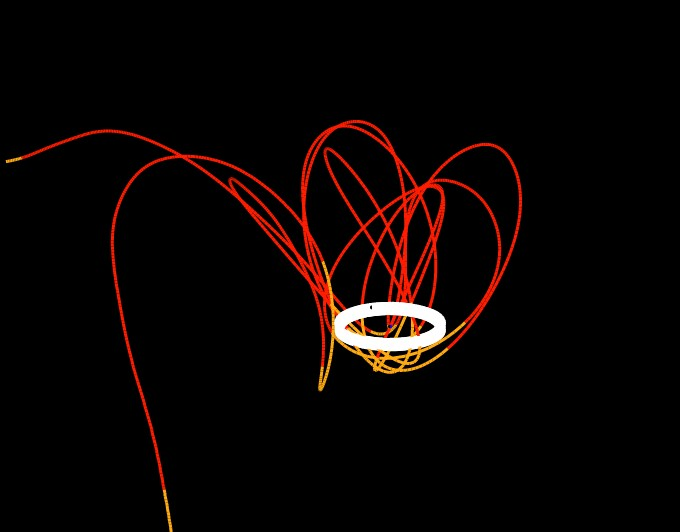
環繞地球的軌道。白色橢圓是月球的軌道。

從 2015 年到 2020 年，的彈道軌道和環繞地球的軌道。

因為2020 CD3有一個類似地球的日心軌道，它相對於地球的運動量很小，這使得它能够緩慢接近地球並被捕獲。2020 CD3的標稱軌道解決方案表明，它在2016-2017年間被地球捕獲，根據對其軌道的模擬，預計將在2020年5月離開其地心軌道。由於來自太陽和地球潮汐力的綜合影響，以及與月球的多次近距離接觸，2020 CD3的地心軌道是混亂的。月球引力擾動2020 CD3的地心軌道，導致其不穩定。在2020 CD3繞地球軌道的過程中，因為月球的擾動可以轉移足够的動量使2020 CD3逃脫地球引力的影響，與月球的多次近距離接觸，最終將導致它從其地心軌道上彈射。
2020 CD3的繞地球軌道變化很大且非圓軌道，因此對其過去軌道的推導是不確定的。根據噴射氣推進實驗室小天體的資料庫，2019年4月4日已經發生了距地球最近的接近，當時距離13,121 km（8,153 mi）。{mp |2020 CD|3}}之前的近距離接近發生在2020年2月13日，距離地球表面約41,000 km（25,000 mi）。2020 CD3繞地球的軌道週期目前約為47天，雖然在圍繞地球的較大軌道上，2020 CD3的軌道週期可以從70天到90天不等。然而，由於2020 CD3軌道的混沌動力學，這些估計是非常不確定的。
2020 CD3被捕獲到圍繞地球的臨時軌道上，是地球的臨時捕獲物體或臨時衛星。2020 CD3由於其體積小，在媒體中也被廣泛稱為地球的"迷你衛星"。2020 CD3是地球周圍"原位"發現的第二個已知的臨時捕獲物體，第一個是2006年發現的2006 RH120。其它天體也懷疑曾被臨時捕獲，包括小型近地小行星1991 VG和火流星DN160822 03。雖然認為直徑超過0.6米（2英尺）的較大天體不太可能被地球捕獲，並被現代望遠鏡探測到，但認為被地球暫時捕獲的天體是常見的。

### 未來的動向
離開地球後的2020 CD3將繼續繞太陽運行，並將於2044年3月從名義上0.0245 AU（3.67 × 106 km；2.28 × 106 mi）的距離接近地球。考慮到其軌道的不確定性，與地球的最小接近距離預計為0.0237 AU（3.55 × 106 km；2.20 × 106 mi）。在2044年3月的遭遇中2020 CD3，因為接近時的距離太大，而不太可能被地球捕獲。假設2020 CD3的軌道在2044年近距離接近後不會改變，下一次相遇將在2061年左右，預計它將以0.0375 AU（5.61 × 106 km；3.49 × 106 mi）的距離接近地球。然而，2061年接近距離的不確定性更大；2020 CD3接近的最小距離可以是0.0131 AU（1.96 × 106 km；1.22 × 106 mi）。
噴射推進實驗室的哨兵風險表已經考慮了2020 CD3 撞擊地球的可能性。由於2020 CD3只有幾米大小，很可能在進入大氣時碎裂和解體，因此它的撞及對地球不會構成威脅。累積影響概率為2.8%，它被列為第二個最有可能撞擊地球的物體，但由於2020 CD3無害的大小，它的杜林危險指數評分為0，累積未來100年內的巴勒莫撞擊危險指數評分為-5.16，最有可能發生撞擊的日期是2082年9月9日。據估計，其影響概率為1.0%，巴勒莫撞擊危險指數評級為-5.57，可忽略不計。

## 物理性質
估計2020 CD3的絕對星等（H）在31.7左右，表明它的尺寸非常小。依據2020年11月的研究報告，這顆小行星的直徑約為1—2米（3.3—6.6英尺）。由於觀測數量有限，尚未對2020 CD3的自轉週期和反照率進行量測。假設2020 CD3的反照率與黑暗的碳質C-型小行星的反照率相似，2020 CD3的直徑約為1.9—3.5米（6—11英尺），其大小與小型汽車相當。基於假設小行星的直徑為2米（6.6英尺），哨兵風險表估計2020 CD3的質量為4,900（10,800磅）。

## 註解
1. ↑  The celestial coordinates of 2020 CD3 at the time of discovery were 13h 03m 33.11s +09° 10′ 43.1″.[1] See Virgo for constellation coordinates.
2. ↑  JPL Horizons 28 Feb 2020 solution[6]
3. ↑  在噴射氣推進實驗室小天體的資料庫，2020 CD3在2019年4月4日與地球接近的距離為8.77114878745299×10−5 AU[6]。

## 外部連結
- Earth Has A Mini-Moon — But Not for Long! （页面存档备份，存于） by Bob King, Sky & Telescope, 2 March 2020
- A New Mini-Moon Was Found Orbiting Earth. There Will Be More. （页面存档备份，存于） by Rebecca Boyle, The New York Times, 27 Feb 2020
- Gemini Telescope Images "Minimoon" Orbiting Earth — in Color! （页面存档备份，存于）, OIR Laboratory press release, 27 Feb 2020
- Looks like Earth has a new natural moon （页面存档备份，存于） by Deborah Byrd, EarthSky, 26 Feb 2020
- MPEC 2020-D104 : 2020 CD3: Temporarily Captured Object （页面存档备份，存于）, Minor Planet Center announcement, 25 Feb 2020
- 2020 CD3 at NeoDyS-2, Near Earth Objects—Dynamic Site
  - Ephemeris · Obs prediction · Orbital info · MOID · Proper elements · Obs info · Physical info · NEOCC
- NASA JPL小天體瀏覽器上的2020 CD3